# Rincón de Romos
Rincón de Romos è un comune dello Stato di Aguascalientes, Messico. Le sue coordinate sono 22°14′N, 102°19′W ed è situato nella parte nord dello Stato federale. Secondo il censimento del 2005 la città conta 25.815 mentre il comune ha una popolazione totale di 45.471 abitanti, mentre l'area su cui si estende l'intero comune è a pari a 372,93 km². La religione predominante è la cristiana cattolica e la città è meta di pellegrinaggi in onore del prete Padre Nieves e dei presunti miracoli di quest'ultimo.

## Località principali
La città di Rincón de Romos è a capo dell'omonimo comune e le sue principali località sono:
- Pabellón de Hidalgo con 3.492 abitanti
- Escaleras con 2.281 abitanti
- San Jacinto con 1.892 abitanti
- El Bajio con 939 abitanti

## Distanze
- Aguascalientes 40 km.
- Asientos 28 km.
- Calvillo 92 km.
- Jesús María 34 km.
- Tepezalá 16 km.

## Fonti
- Link to tables of population data from Census of 2005 INEGI: Instituto Nacional de Estadística, Geografía e Informática
- Aguascalientes Enciclopedia de los Municipios de México